# جورج بيرغر
جورج بيرغر هو سائق سيارة سباق ومهندس بلجيكي، ولد في 14 سبتمبر 1918 في بروكسل في بلجيكا، وتوفي في 23 أغسطس 1967 في Nürburg ‏ في ألمانيا.